# Хьюз, Майкл (каскадёр)
Майкл Хьюз (англ. Mike Hughes, 9 февраля 1956, Сан-Бернардино, Калифорния — 22 февраля 2020, Мохаве), более известный как «Безумный» Майк Хьюз (англ. "Mad" Mike Hughes) — американский водитель лимузина, каскадёр, известный своими полётами на самодельных паровых ракетах. Характеризуется как убеждённый сторонник теории плоской Земли. Умер 22 февраля 2020 года во время съёмок трюка для предстоящего телесериала на канале Science Channel.
Хотя Хьюз был публичным пропагандистом модели плоской Земли, после его смерти его представитель по связям с общественностью заявил, что он использовал идею плоской Земли только в качестве пиар-хода, чтобы получить финансирование для своих ракет. К похожему заключению после общения с Хьюзом пришёл научный обозреватель Мик Уэст.

## Биография
Хьюз провёл детство в Оклахома-Сити. Интересовался гонками на мотоциклах.
В 2002 году установил мировой рекорд Гиннесса, совершив прыжок на 103 фута (31 м) на лимузине Lincoln Town Car. В интервью Associated Press в 2018 году он заявил, что планировал баллотироваться на пост губернатора Калифорнии.
На момент смерти у Хьюза не было близких родственников, он жил один в Апл-Валли, Калифорния.

### Запуски ракет
Согласно Associated Press, Хьюз построил свою первую пилотируемую ракету 30 января 2014 года и пролетел 1374 фута (419 м) за одну минуту над Винкельманом, штат Аризона. Согласно CBC News, Хьюз потерял сознание после приземления, и ему потребовалось три дня, чтобы прийти в себя. Он заявил, что травмы, полученные во время полета, заставили его две недели ходить в ходунках. Видеозапись того, как Хьюз садится в ракету, отсутствует, и высказывались сомнения, что он был в ней, когда она стартовала. Хьюз сотрудничал с Уолдо Стейксом в разработке паровых ракет.
В 2016 году Хьюз предпринял неудачную попытку сбора средств на ракету, собрав 310 долларов. В том же году он заявил о своей вере в плоскую Землю и получил поддержку в сообществе сторонников теории плоской Земли. После обращения к теории плоской Земли его кампания по сбору средств достигла своей цели в 7875 долларов. Он сказал, что намерен совершить несколько ракетных путешествий, кульминацией которых станет полет в открытый космос, где, по его мнению, он сможет сфотографировать всю Землю, представляющую собой плоский диск. В ноябре 2017 года он заявил, что Бюро по управлению земельными ресурсами (BLM) дало ему устное разрешение более чем за год до запуска его ракеты, ожидая одобрения от Федерального управления гражданской авиации. Однако представитель BLM сказал, что у местного отделения нет записей о разговоре с Хьюзом за то время. Согласно BLM, увидев несколько новостных статей о запланированном запуске, представитель BLM связался с Хьюзом, чтобы высказать обеспокоенность. Первоначально запуск ракеты был запланирован на выходные, на 25 ноября 2017 года; затем Хьюз перенёс его на 2 декабря 2017 года, сославшись на продолжающиеся трудности с получением разрешений. Хьюз переместил свою стартовую площадку на 4 мили (6 км), чтобы иметь возможность взлетать и приземляться на частной территории, но BLM утверждало, что ему все ещё нужно заполнять разрешительные документы. Хьюз демонстративно заявил, что спор не помешает ему летать: «Я смельчак. Я не сторонник авторитетов и правил».
Первоначальная неиспытанная ракета должна была развивать скорость 500 миль в час (800 км/ч); в дальнейщем ракета, которую предполагалось запускать с воздушного шара на высоте 20 миль (32 км), должна была выйти за пределы атмосферы в открытый космос. Хьюз признал, что есть риски, заявив Associated Press: «Это чертовски страшно. Но никто из нас не уйдет из этого мира живым». Кампания по сбору средств для покрытия расходов, связанных с задержкой, принесла около 100 долларов из запланированных 10 000 долларов. 3 февраля 2018 года Хьюз вёл прямую трансляцию ещё одной попытки запуска, но произошел сбой в системе выпуска пара ракеты, и запуск был отменён.
24 марта 2018 года в результате учпешного запуска Хьюз достиг высоты 1875 футов (572 м) и жёстко приземлился в пустыне Мохаве. Ракета на паровом двигателе стартовала под острым углом, чтобы избежать падения на землю на общественной территории, и приземлилась примерно в 1500 футах (460 м) от точки запуска. Команда Хьюза сообщила о максимальной скорости 350 миль в час (560 км/ч). Хьюз не сообщил о серьёзных травмах от приземления.
Хьюз планировал новый запуск 10 августа 2019 года, но из-за механических неполадок его пришлось отложить. На следующих выходных запуск снова был отложен, и Хьюзу пришлось лечиться от теплового удара.
22 февраля 2020 года Хьюз погиб недалеко от Барстоу, Калифорния, в результате крушения пилоитруемой им ракеты, построенной Хьюзом и его коллегой Уолдо Стейксом. Во время запуска парашют ракеты, который был предназначен для посадки, раскрылся преждевременно и отделился от корабля. Свидетель запуска, внештатный журналист Джастин Чепмен, сказал, что ракета, по-видимому, тёрлась о пусковое устройство и лестницу, возможно, порвав парашюты. Запуск снимался для телесериала Science Channel «Астронавты-любители», в котором Хьюз должен был сниматься.

## Мотивация
После смерти Хьюза Даррен Шустер, его представитель по связям с общественностью, заявил: «Мы использовали плоскую Землю в качестве пиар-хода… Плоская Земля позволила нам получить столько рекламы, что мы смогли продолжать! Я знаю, что он не верил в плоскую Землю, это был трюк». Научный обозреватель Мик Уэст также пришёл к убеждению после разговора с Хьюзом, «что он не стремился объяснить, что Земля плоская, а скорее хотел использовать эту тему для продвижения своей карьеры каскадёра». С другой стороны, по словам Майкла Линна, который был его партнёром по документальному фильму «Рокетмен: Миссия Безумного Майка доказать, что Земля плоская», убеждения Хьюза казались искренними.

## В популярной культуре
Хьюз появился в музыкальном клипе на песню «One Less Thing (Before I Die)» группы Death Valley Girls. Видео продолжительностью 1:53 мин было снято Канзас Боулинг и включало кадры запуска его ракеты «Flat Earth» в Апл-Валли.
Хьюз стал главным героем документального фильма 2019 года «Рокетмен: Миссия Безумного Майка доказать, что Земля плоская».